# Громадська безпека (Чехословаччина)
Громадська безпека (чеськ. Veřejná bezpečnost, словац. Verejná bezpečnosť ) — органи правопорядку Чехословаччини в 1945—1991 роках. Одна з двох складових Корпусу національної безпеки, до якого входила також Державна безпека.

## Історія

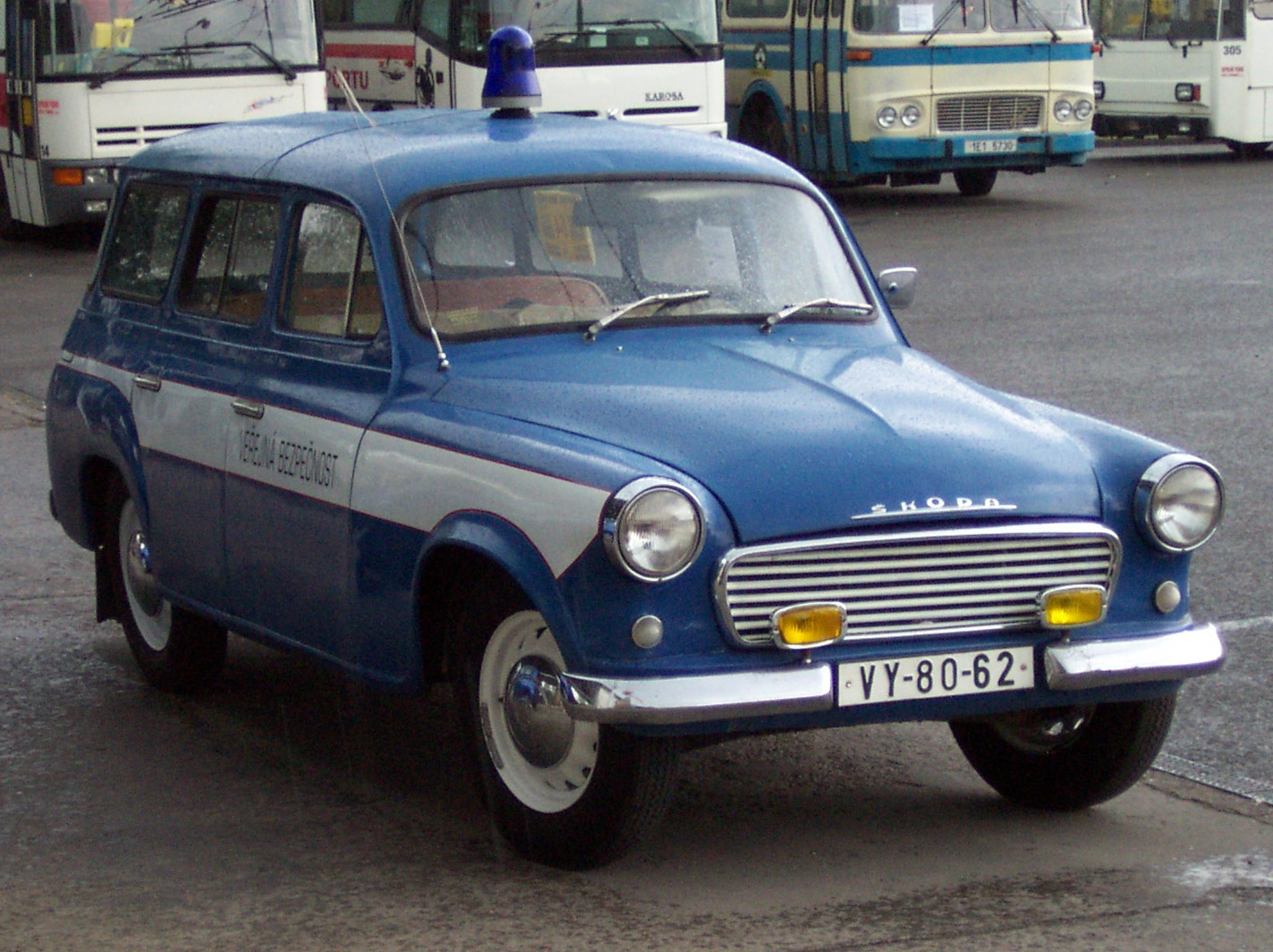
Реставрований службовий автомобіль Škoda 1202 1960-х років у Пардубицях у 2007 році

15 липня 1991 року на основі Громадської безпеки шляхом реформування створено поліцію Чехії, відповідно до Закону 283/1991.

## Устрій
Правоохоронна організація поділялася на власне громадську безпеку, дорожньо-патрульну службу, органи слідства (тяжкі злочини, судова експертиза) і відділ безпеки інфраструктури (охорона важливих будівель і споруд тощо). Діяли обласні, районні, міські та місцеві підрозділи правоохоронців. Розроблені сценарії завдань воєнного часу включали операції з убезпечення тилу та охорону об’єктів для військовополонених.
Її співробітникам дозволялося вимагати від будь-якого громадянина документ, що посвідчує особу (чеськ. občanský průkaz). Це посвідчення у формі книжечки містило фотографію та інформацію, як-от ім’я, поточну адресу та місце роботи (бути безробітним у ЧССР було практично незаконно, оскільки таких могли звинуватити у «проживанні за рахунок суспільства»). Позаяк носіння такого посвідчення особи було обов’язковим, людину могли затримати просто за його відсутність при ній.
Існувало допоміжне крило організації — Допоміжна варта громадської безпеки (чеськ. Pomocná stráž VB), набрана з «політично надійних» громадян віком від 21 року, які носили червону пов'язку з написом PS VB. Зазвичай членів варти залучали до контролю дорожнього руху та охорони громадського порядку.

## Транспортні засоби

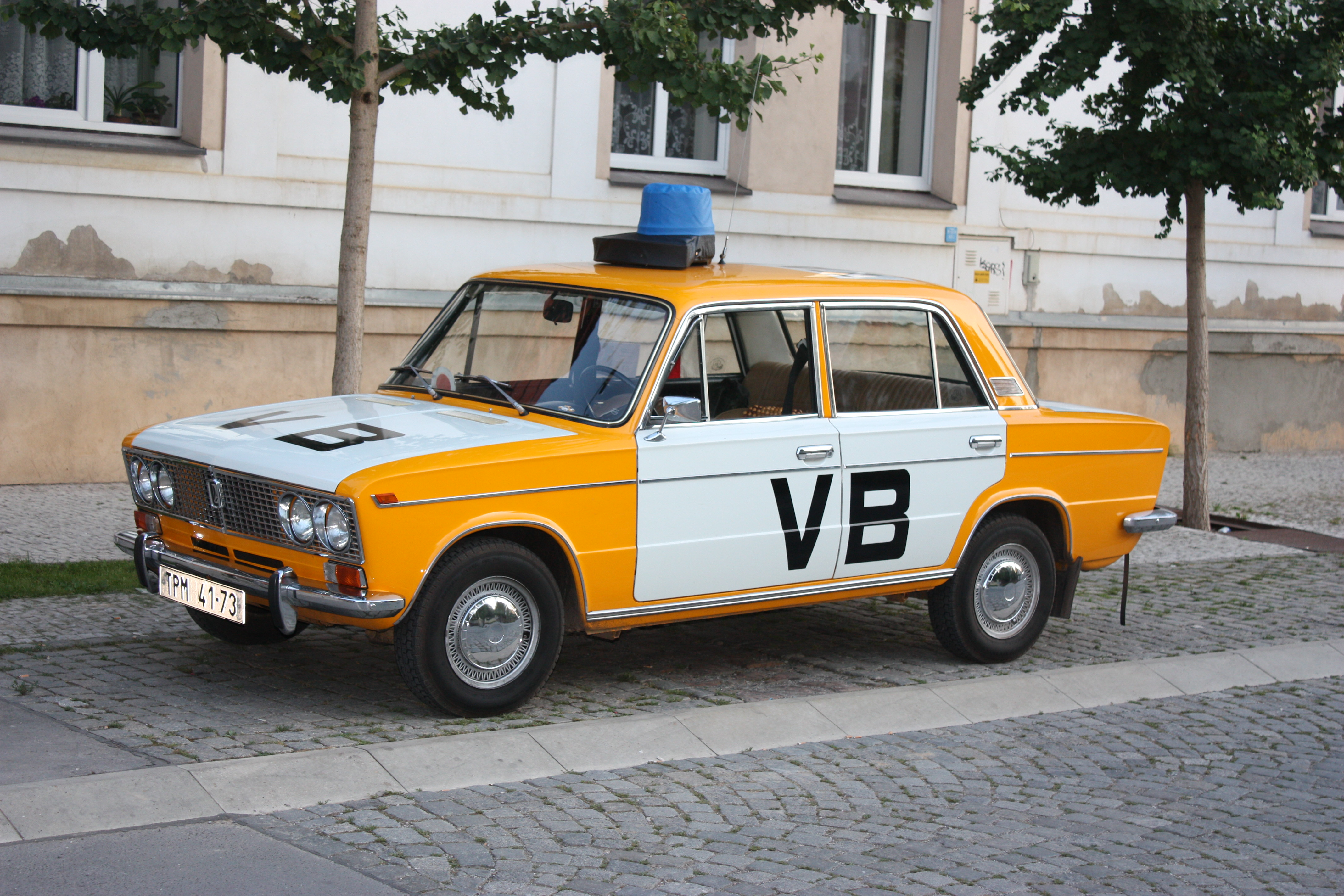
Реставрований службовий ВАЗ-2103 1980-х років у Добржиховицях у 2009 році

Службові транспортні засоби спочатку були синього кольору з поздовжньою білою смугою. Пізніші транспортні засоби мали жовті та білі сегменти на зразок американських «чорно-білих» автомобілів поліції, які, як визнав дизайнер після падіння режиму, і надихнули його на це. У синьому варіанті використовувався повний напис чеськ. Veřejná bezpečnost, а пізніші автомобілі мали тільки літери VB на своїх білих дверцятах.

## Однострої
Однострій співробітника Громадської безпеки теж на початку був темно-синім до кінця 1960-х років, коли змінився на колір хакі, офіційно описаний як «кропив'яна зелень», зі знаками розрізнення на червоних еполетах, які не збігалися з радянськими зразками, за винятком молодших офіцерів.

## Система звань

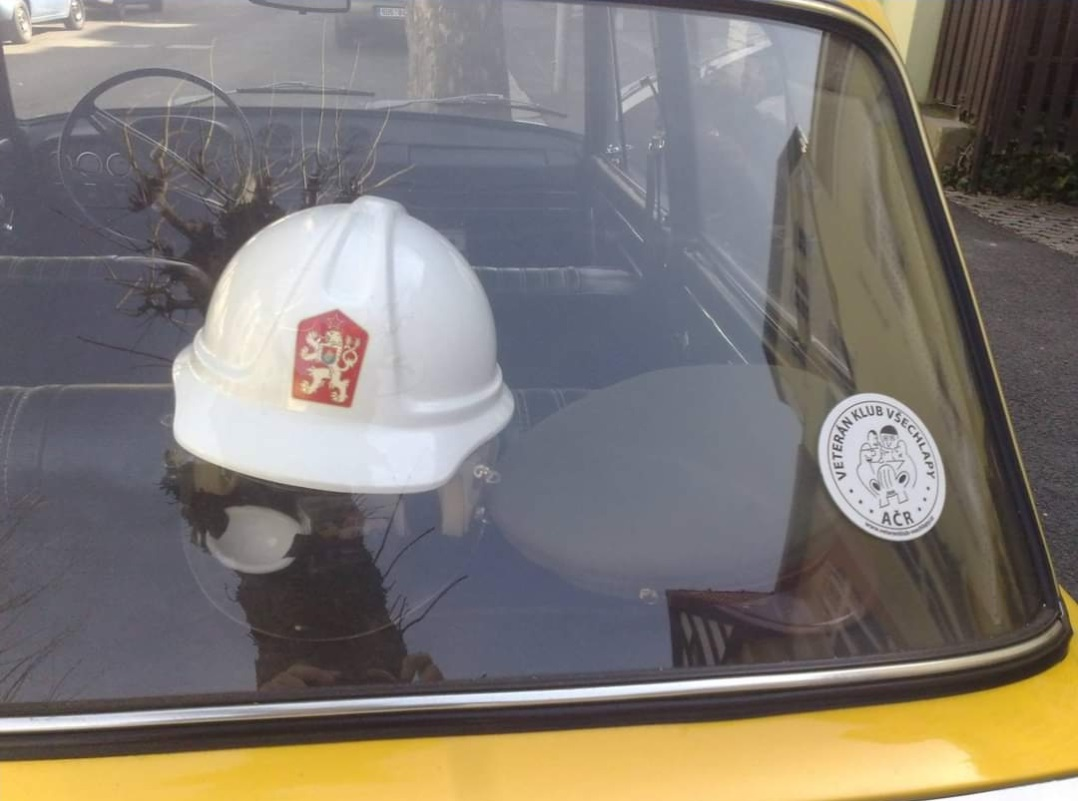
Шолом і кашкет співробітника Громадської безпеки

| Звання в оригіналі          | Переклад                       | Знаки розрізнення                                                      |
| чеськ. Praporčické          | Старшинсько-сержантський склад |                                                                        |
| --------------------------- | ------------------------------ | ---------------------------------------------------------------------- |
| чеськ. Rotný                | Молодший сержант               | одна срібна зірка                                                      |
| чеськ. Strážmistr           | Сержант                        | дві срібні зірки                                                       |
| чеськ. Nadstrážmistr        | Штаб-сержант                   | три срібні зірки                                                       |
| чеськ. Podpraporčík         | Молодший прапорщик             | одна срібна зірка зі срібною облямівкою еполета                        |
| чеськ. Praporčík            | Прапорщик                      | дві срібні зірки зі срібною облямівкою                                 |
| чеськ. Nadpraporčík         | Старший прапорщик              | три срібні зірки зі срібною облямівкою                                 |
| чеськ. Důstojnické hodnosti | Офіцери                        |                                                                        |
| чеськ. Podporučík           | Молодший лейтенант             | одна золота зірка                                                      |
| чеськ. Poručík              | Лейтенант                      | дві золоті зірки                                                       |
| чеськ. Nadporučík           | Старший лейтенант              | три золоті зірки, розташовані в трикутнику                             |
| чеськ. Kapitán              | Капітан                        | три золоті зірки, розташовані трикутником, із четвертою над ними       |
| чеськ. Major                | Майор                          | одна золота зірка із золотим кантом еполета                            |
| чеськ. Podplukovník         | Підполковник                   | дві золоті зірки із золотим кантом                                     |
| чеськ. Plukovník            | Полковник                      | три золоті зірки, розташовані трикутником, із золотим кантом           |
| чеськ. Generálové           | Генералітет                    |                                                                        |
| чеськ. Generálmajor         | Генерал-майор                  | одна велика золота зірка з перехрещеними жезлами та золотою окантовкою |
| чеськ. Generálporučík       | Генерал-лейтенант              | дві великі золоті зірки з перехрещеними жезлами та золотою окантовкою  |
| чеськ. Generálplukovník     | Генерал-полковник              | три великі золоті зірки з перехрещеними жезлами та золотою окантовкою  |